# ATWA

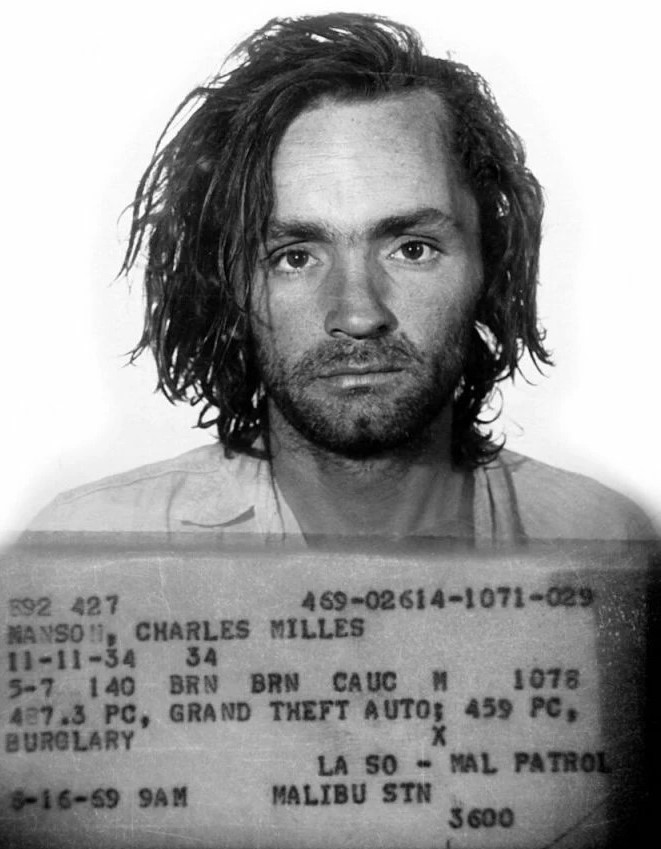
Чарльз Миллз Мэнсон, основатель ATWA

ATWA — акроним от Air, Trees, Water, Animals (Воздух, Деревья, Вода, Животные) или, как вариант: All The Way Alive («Всегда живые», «Наполненные жизнью»), название организации, созданной американцем Чарльзом Мэнсоном, в 1972 году приговорённым судом к пожизненному заключению за организацию нескольких убийств.
ATWA претендует на установление единого мирового порядка (ONE WORLD ORDER), основанного на декларированной Мэнсоном идее баланса всего живого на Земле.

## Цитаты
Воздух — это Бог, потому что без Воздуха мы не существуем.
Воздух, Деревья и Вода — это наш дух.

Без Воды и Деревьев не может быть спасения.
Мы должны осознать, что мы не лучше, чем ЖИВОТНЫЕ.

Мы не лучше, чем зоопарк.
Charles Milles Manson, 2007

## Последователи
Практически все известные последователи ATWA каким-либо образом имеют отношение к созданной тем же Мэнсоном в 1960-х годах коммуне «Семья Мэнсона», прекратившей своё существование после осуждения семерых её членов к смертной казни за несколько убийств, в дальнейшем заменённой на сроки пожизненного заключения.
Одна из последовательниц Мэнсона, Линетт Фромм (англ. Lynette Fromme), в 1975-м году направила пистолет на президента США Джеральда Форда во время его прогулки в парке Сакраменто, за что и была приговорена к пожизненному заключению (в 2009 году освобождена).
Общая численность последователей или членов ATWA неизвестна — по всей видимости, она крайне незначительна.

## След в культуре
Остальному мировому сообществу эта организация известна только в связи с резонансными преступлениями людей, имеющих какое-то отношение к ATWA, а также из названия одной из песен группы System of a Down из альбома Toxicity.